# منتخب تاهيتي لسباعيات الرغبي
منتخب تاهيتي لسباعيات الرغبي هو ممثل تاهيتي الرسمي في المنافسات الدولية في سباعيات الرغبي .